# Быстров, Александр Михайлович
Александр Михайлович Быстров (31 января 1962, Кандалакша, Мурманская область, СССР) — казахстанский государственный и общественный деятель.

## Биография
Родился 31 января 1962 года в городе Кандалакша Мурманской области.

### Образование
В 1983 году закончил Ленинградское высшее военно-политическое училище МВД СССР.
В 1996 году окончил Казахский национальный университет им. аль-Фараби (специальность — юрист-правовед).
В 1999 году закончил Академию государственной службы при Президенте РК (специальность — менеджер госслужбы).

### Трудовая деятельность
В разные годы работал на военно-политических должностях, в том числе директором департамента по государственным закупкам города Алматы.
Работал директором управления по регулированию деятельности естественных монополий и защите конкуренции по Восточно-Казахстанской области.
С 30 мая 2005 по 14 сентября 2006 — аким города Усть-Каменогорск.